# Веерохвостка Кокерелла
Веерохвостка Кокерелла (лат. Rhipidura cockerelli) — вид воробьиных птиц из семейства веерохвостковых.
Названа в честь Джеймса Кокерелла
Встречается во влажных низинных тропических и субтропических лесах острова Бугенвиль (Папуа — Новой Гвинеи) и большинства Соломоновых Островов.

## Таксономия
Согласно официальным данным IOC выделяется 6 подвидов:
- R. c. septentrionalis	Rothschild & Hartert, E, 1916
- R. c. interposita	Rothschild & Hartert, E, 1916
- R. c. lavellae	Rothschild & Hartert, E, 1916
- R. c. albina	Rothschild & Hartert, E, 1901
- R. c. floridana	Mayr, 1931
- R. c. cockerelli	(Ramsay, 1879)

## Описание
Небольшие птицы размером 16-18 см и весом 14·5-18·5 г. Голова и верх тела, включая крылья и хвост — аспидно-чёрные с белыми полосами на крыльях и хвосте и короткими белыми «бровями» на голове. Низ от подбородка к груди чёрный с белыми продолговатыми пятнами, идущими от середины до нижней части груди; брюшко белое; радужная оболочка тёмно-коричневая; клюв черный; ноги серовато-черные. Самцы и самки выглядят одинаково.
R. c. septentrionalis отличается более сероватым оттенком спинки, более крупными пятнами на груди, и большей площадью белого на крыльях.

R. c. interposita — также площадью и расположением белого окраса на крыльях.

R. c. floridana по площади и расположению белых перьев находится как бы посредине между этими двумя формами и номинативным подвидом.

У R. c. albina белое на груди редуцировано до узких полос, а внешние перья — обычно с белыми окончаниями.

R. c. lavellae — крупнее, оперение спины более серые, белые пятна на грудке мельче, белое на кончиках перьев уже.

## Поведение и образ жизни
Веерохвостки Кокерелла — насекомоядные птицы. В пищу среди других насекомых входят также мелкие пчёлы и жуки. Кормится в затененных открытых местах от среднего яруса до полога на высоте 3-20 м, но иногда спускаясь почти до земли. При фуражировании избегют густых зарослей. Во время охоты сидят неподвижно в вертикальном положении, изредка распустив хвост или опустив крылья. Это вертикальное положение отличает их от большинства других веерохвосток (с их более нахохлившимся — сгорбленым положением тела) и напоминает позу монархов. Добыча ловится почти исключительно на лету. При этом птица совершает отдельные достаточно длительные вылазки за воздушной добычей с интервалом от 10-30 секунд до десяти минут между полетами. Часто живёт поодиночке, но присоединяется к смешанным кормовым стаям с другими насекомоядными птицами, включая краснолобую веерохвостку (лат. R. rufifrons).
Песня представляет собой повторяющиеся каждые 2-4 секунды в течение нескольких минут вариации из трех и четырех резких звуков, произносимых в разном темпе.

## Охранный статус
Международный союз охраны природы (IUCN) относит R. cockerelli к видам вызывающим наименьшее беспокойство (охранный статус LC).
Однако, с учётом того, что большая часть равнинных лесов Соломоновых островов вырублены или находятся под угрозой вырубки, что создает угроза потери среды обитания для веерохвостки Кокерелла